# Major Bertalanné
Major Bertalanné, leánykori nevén Bródi Rózsa (Tiszafüred, 1901. február 20. – Budapest, 1971. május 5.) vegyészmérnök.

## Élete
Bródi Lajos földbérlő és Flamm Mária gyermekeként született. Tanulmányait Brünnben végezte, majd hazatérése után a budapesti Gizella-malomban dolgozott; az ottani laboratórium vezetője volt 1941-ig, amikor elbocsátották a zsidótörvények miatt. A második világháború után ismét laboratóriumvezető lett korábbi munkahelyén, majd 1948 és 1957 között a Malomipari igazgatóságon dolgozott. 1958–1959-ben az Óbudai Malom iparági fővegyésze volt. 1959 és 1965 között az Országos Malomipari és Terménytárolási Kutatóintézet igazgatójaként működött. Részt vett az üzemi gabona- és lisztvizsgálati rendszer kidolgozásában. Cikkei a Malomipar és a Malomipar és Terményforgalom című szaklapokban jelentek meg.
Férje Major (Markstein) Bertalan magántisztviselő volt, akihez 1929. december 22-én Budapesten ment nőül.
A Farkasréti temetőben helyezték nyugalomra. Sírját felszámolták.

## Művei
- Malom- és sütőipari laboratóriumi gyakorlatok (tankönyv, Budapest, 1961)

## Díjai, elismerései
- Élelmiszeripar Kiváló Dolgozója (1959)